# Gendai-budō
Gendai-budō (jap. 現代 武道) – japońskie, nowoczesne/współczesne sztuki walki. 
Określenie to odnosi się do japońskich sztuk walki rozwiniętych po restauracji Meiji i obejmuje przede wszystkim:
- Aikido
- Judo
- Jūken-dō
- Iaidō
- Karate
- Kendo
- Kyūdō
- Naginata-do
- Shorinji kempo

Do gendai-budō zalicza się też przeważnie sumo, choć ten sport wywodzi się z feudalnej Japonii.
Dawne szkoły sztuk walki określa się zbiorczym terminem koryū-bujutsu.